# Syd Crossley
Syd Crossley (18 de novembro de 1885 – 1 de novembro de 1960) foi um ator de cinema inglês. Ele apareceu em 161 filmes entre 1925 e 1942. Crossley nasceu em Londres, Inglaterra. Faleceu em Redruth, Cornwall, Inglaterra. Ele tinha a idade de 74 anos.

## Filmografia selecionada
- Dr. Pyckle and Mr. Pryde (1925)
- The Golden Web (1926)
- Young and Innocent (1937)
- Feather Your Nest (1937)
- Boys Will Be Girls (1937)
- Penny Paradise (1938)
- Save a Little Sunshine (1938)
- Meet Maxwell Archer (1940)
- Old Mother Riley's Circus (1941)